# Campanula nuristanica
Campanula nuristanica är en klockväxtart som beskrevs av Karl Heinz Rechinger och Schiman-czeika. Campanula nuristanica ingår i släktet blåklockor, och familjen klockväxter.
Artens utbredningsområde är Afghanistan. Inga underarter finns listade i Catalogue of Life.